# 1. SK Prostějov 2015/2016
Tento článek se podrobně zabývá sestavou, zápasy a celkovým děním v klubu 1. SK Prostějov před a během sezony 2015/16. Zejména v „A-týmu“ klubu, působícím v Moravskoslezské fotbalové lize.
Prostějov se v předcházející sezoně umístil na 3. pozici. Před startem sezony došlo k několika změnám v kádru.

## Klub

### Sada dresů
- Výrobce: Nike

### Míče
- Výrobce: Nike
- Druh: Nike Ordem 3

## Kádr

### Soupiska (podzim)
| #  | Pozice | Hráč                          |
| -- | ------ | ----------------------------- |
| 20 | B      | Tomáš Bureš (druhý kapitán)   |
| 1  | B      | Zdeněk Kofroň                 |
|    | B      | Roman Konečný                 |
| 2  | O      | Pavel Krejčíř                 |
| 8  | O      | Aleš Rus                      |
| 24 | O      | Martin Sus                    |
| 19 | O      | Martin Hirsch (třetí kapitán) |
| 15 | O      | Marek Hloch                   |
| 5  | Z      | Štěpán Přikryl                |
| 23 | Z      | Lukáš Petržela                |
| 22 | Z      | Tomáš Langer                  |

| #  | Pozice | Hráč             |
| -- | ------ | ---------------- |
| 7  | Z      | Tomáš Novák      |
| 9  | Z      | Josef Pančochář  |
| 6  | Z      | Lukáš Zelenka    |
| 13 | Z      | David Píchal     |
| 12 | Z      | Jan Koudelka     |
| 17 | Z      | Zdeněk Fládr     |
| 18 | Z      | Michael Sečkář   |
| 16 | Ú      | Lubomír Machynek |
| 10 | Ú      | Petr Nekuda      |
| 3  | Ú      | Karel Kroupa     |
| 11 | Ú      | Milan Machálek   |

Základní sestava
| Kofroň Hirsch Sus Rus Krejčíř Fládr Zelenka Nekuda Koudelka Petržela Kroupa |

### Léto 2015 – změny v kádru
- Odešli:

| Národnost | Jméno           | Kam            | Poznámka         |
| --------- | --------------- | -------------- | ---------------- |
| Česko     | Jan Šteigl      | 1. HFK Olomouc | Účast v přípravě |
| Česko     | Tomáš Zatloukal | Rakousko       |                  |

- Přišli

| Národnost | Jméno            | Odkud            | Poznámka           |
| --------- | ---------------- | ---------------- | ------------------ |
| Česko     | Marek Hloch      | TJ Sokol Určice  | Návrat z hostování |
| Česko     | Tomáš Novák      | TJ Sokol Určice  | Návrat z hostování |
| Česko     | Lubomír Machynek | TJ Sokol Určice  | Návrat z hostování |
| Česko     | Petr Nekuda      | SK Sigma Olomouc | Hostování          |

### Soupiska (jaro)
| #  | Pozice | Hráč             |
| -- | ------ | ---------------- |
| 20 | B      | Dominik Neoral   |
| 1  | B      | Zdeněk Kofroň    |
| 8  | O      | Aleš Rus         |
| 24 | O      | Martin Sus       |
| 19 | O      | Martin Hirsch    |
| 16 | O      | Lubomír Machynek |
| 9  | O      | Josef Pančochář  |
| 10 | O      | Ondřej Maděrka   |
| 17 | Z      | Zdeněk Fládr     |
| 23 | Z      | Lukáš Petržela   |

| #  | Pozice | Hráč           |
| -- | ------ | -------------- |
| 6  | Z      | Lukáš Zelenka  |
| 12 | Z      | Jan Koudelka   |
| 22 | Z      | Tomáš Langer   |
| 11 | Z      | Milan Machálek |
| 18 | Z      | Michael Sečkář |
| 13 | Z      | David Píchal   |
| 21 | Ú      | Petr Nekuda    |
| 3  | Ú      | Karel Kroupa   |
| 7  | Ú      | Tomáš Machálek |
| 5  | Ú      | Štěpán Přikryl |

Základní sestava
| Kofroň Hirsch Sus Rus Pančochář Fládr Zelenka Nekuda T. Machálek M. Machálek Kroupa |

### Zima 2016 – změny v kádru
- Odešli:

| Národnost | Jméno         | Kam          | Poznámka                            |
| --------- | ------------- | ------------ | ----------------------------------- |
| Česko     | Tomáš Bureš   | FK Kozlovice | Hostování                           |
| Česko     | Pavel Krejčíř | FK Kozlovice | Konec hostování (TJ Horní Štěpánov) |
| Česko     | Marek Hloch   | →            | Konec kariéry                       |

- Přišli

| Národnost | Jméno          | Odkud                 | Poznámka           |
| --------- | -------------- | --------------------- | ------------------ |
| Česko     | Dominik Neoral | 1. FC Viktorie Přerov | Návrat z hostování |
| Česko     | Tomáš Machálek | SFC Opava             | Hostování          |

## Přípravné zápasy

### Letní příprava
| 14. července 2015 | FC Boskovice               | 1 – 3 | 1. SK Prostějov                      | Sportovní areál Červená zahrada, Boskovice |  |
| 18:00 | Ondřej Václavek 70' z pen. |       | Petr Nekuda 30', 36' Jan Trtílek 68' |                                            |  |
| Poznámky: Sestava: Bureš (45. Kofroň) - Hirsch (77. Pančochář), Sus (75. Rus), Rus (45. Hloch), Krejčíř - Machálek (45. Machynek), Pančochář (45. Petržela), Fládr (45. Novák), Koudelka (45. Přikryl) - Nekuda (60. Machálek), Kroupa (45. Trtílek, 75. Koudelka). |                            |       |                                      |                                            |  |

| 18. července 2015 | SK Sigma Olomouc  | 1 – 0 | 1. SK Prostějov | Andrův stadion, Olomouc      |  |
| 18:00 | Juraj Halenár 19' |       |                 | Diváci: 350 Rozhodčí: Mrázek |  |
| Poznámky: Sestava: Kofroň - Hirsch, Sus, Rus, Krejčíř - Machálek (43. Langer), Pančochář (60. Petržela), Fládr, Koudelka (83. Novák) - Nekuda (75. Sečkář), Kroupa (90. Trtílek). |                   |       |                 |                              |  |

| 21. července 2015 | 1. SK Prostějov                                            | 4 – 6 | MFK Frýdek-Místek                                                                 | Hřiště Olšany u Prostějova, Olšany u Prostějova |  |
| 17:30 | Karel Kroupa 20' Lubomír Machynek 40' Petr Nekuda 73', 83' |       | Petr Zapalač 13' Erik Ujlaky 19', 58', 60' Martin Vyskočil 48' Martin Surynek 55' | Rozhodčí: Peřina                                |  |
| Poznámky: Sestava: Kofroň - Hirsch (46. Krejčíř), Sus, Hloch (64. Rus), Pančochář - Novák (30. Machynek, 72. Přikryl), Langer (52. Fládr), Petržela (78. Sečkář), Sečkář (46. Přikryl, 60.Koudelka) - Trtílek (21.Machálek, 78.Petržela), Kroupa (46. Nekuda). |                                                            |       |                                                                                   |                                                 |  |

| 29. července 2015 | FK Blansko                   | 2 : 2 | 1. SK Prostějov                  | Stadion Na Údolní, Blansko     |  |
| 17:00 | Jan Nečas 8' Jan Trtílek 39' |       | Petr Nekuda 38' Karel Kroupa 73' | Diváci: 230 Rozhodčí: Hlubinka |  |
| Poznámky: Sestava: Bureš (46. Kofroň) - Hirsch (46. Krejčíř), Hloch (46. Sus), Rus, Pančochář (46. Sečkář) - Machynek (46. Machálek), Langer (46. Pančochář, 60.Přikryl), Zelenka (46. Fládr), Sečkář (46. Petržela) - Nekuda (46. Koudelka), Kroupa. |                              |       |                                  |                                |  |

| 1. srpna 2015 | 1. SK Prostějov                                                     | 5 : 1 | TJ Jiskra Ústí nad Orlicí | Stadion Za Místním nádražím, Prostějov |  |
| 17:00 | Karel Kroupa 8' z pen. Petr Nekuda 31', 39', 73' Milan Machálek 80' |       | Nágl 60'                  |                                        |  |
| Poznámky: Sestava: Kofroň (77. Polák) - Krejčíř (69. Sečkář), Sus, Rus (77. Hloch), Pančochář - Petržela, Fládr, Zelenka (63. Langer), Koudelka (75. Machynek) - Nekuda (79. Přikryl), Kroupa (63. Machálek). |                                                                     |       |                           |                                        |  |

### Zimní příprava
| 16. ledna 2016 | ČSK Uherský Brod                                                                | 6 : 1 | 1. SK Prostějov    | Stadion Na Lapači, Uherský Brod |  |
| 11:00 | Jan Michalec 17', 41' Ondřej Večera 29', 57' Lukáš Jaroněk 52' Filip Hruboš 89' |       | Lukáš Petržela 19' |                                 |  |
| Poznámky: Sestava: Kofroň (46. Neoral) - Hirsch, Hloch, Bodeček (31. Přikryl), Sečkář - Machálek, Petržela, Zelenka, Langer - Machálek, Kroupa (46. Zapletal). |                                                                                 |       |                    |                                 |  |

| 23. ledna 2016 | TJ Jiskra Ústí nad Orlicí | 1 : 1 | 1. SK Prostějov   | Všesportovní stadion, Ústí nad Orlicí |  |
| 12:00 | Zdeněk Vaňous 87'         |       | Michal Sečkář 78' |                                       |  |
| Poznámky: Sestava: Kofroň (80. Šarman) - Hirsch, Bodeček, Machynek, Sečkář - Machálek, Zelenka (57. Fládr), Petržela, Langer - Kroupa (46. Zapletal), Přikryl (57. Rus). |                           |       |                   |                                       |  |

| 30. ledna 2016 | FC Boskovice | 0 : 5 | 1. SK Prostějov                                                                              | Sportovní areál Červená zahrada, Boskovice |  |
| 10:30 |              |       | Lukáš Petržela 36' Karel Kroupa 44' (vlastní gól) 60' Josef Pančochář 80' Milan Machálek 86' |                                            |  |
| Poznámky: Sestava: Kofroň (46. Neoral) - Hirsch, Machynek, Rus, Sečkář - Machálek, Fládr, Petržela (70. Přikryl), Langer - Přikryl (46. Píchal), Kroupa (61. Pančochář). |              |       |                                                                                              |                                            |  |

| 3. února 2016 | 1. SK Prostějov                                                | 5 : 1 | FK Pardubice U19 | Všesportovní stadion, Ústí nad Orlicí |  |
| 16:00 | Štěpán Přikryl 10', 86' Tomáš Langer 23' Karel Kroupa 43', 68' |       | Adam Tichý 18'   |                                       |  |
| Poznámky: Sestava: Neoral (46. Kofroň) - Hirsch, Zelenka (65. Přikryl), Machynek, Sečkář - Machálek, Petržela (85. Zelenka), Fládr, Langer (46. Rus) - Kroupa, Přikryl (46. Zapletal). |                                                                |       |                  |                                       |  |

| 6. února 2016 | FK OEZ Letohrad  | 1 : 0 | 1. SK Prostějov | Všesportovní stadion, Ústí nad Orlicí |  |
| 15:30 | Jakub Černík 29' |       |                 |                                       |  |
| Poznámky: Sestava: Neoral (46. Kofroň) - Hirsch, Machynek, Rus, Sečkář - Machálek (46. Zapletal), Fládr (70. Machálek), Zelenka (46. Petržela) - Nekuda, Kroupa (46. Přikryl). |                  |       |                 |                                       |  |

| 13. února 2016 | 1. SC Znojmo                                                                                   | 6 : 2 | 1. SK Prostějov                            | Stadion Václava Lajkeba, Hrušovany u Brna |  |
| 12:30 | Libor Žondra 10', 15' Tomáš Okleštěk 12' Radim Nepožitek 73' Petr Vavřík 82' Stijepo Njire 84' |       | Radek Mezlík (vlastní) 28' Petr Nekuda 78' |                                           |  |
| Poznámky: Sestava: Kofroň (46. Neoral) - Hirsch, Machynek, Rus, Sečkář - Machálek (86. Zapletal), Fládr, Zelenka (46. Koudelka), Petržela (74. Langer) - Nekuda (79. Přikryl), Kroupa. |                                                                                                |       |                                            |                                           |  |

| 20. února 2016 | 1. HFK Olomouc | 0 : 4 | 1. SK Prostějov                                             | UMT Sigma Olomouc, Olomouc |  |
| 12:00 |                |       | Tomáš Langer 18' Lukáš Petržela 46' Štěpán Přikryl 67', 74' |                            |  |
| Poznámky: Sestava: Neoral (46. Kofroň) - Hirsch, Machynek, Rus (46. Petržela), Sečkář (46. Pančochář) - T. Machálek, Zelenka, Fládr, Langer (60. Přikryl) - Nekuda, Kroupa (46. Machálek). |                |       |                                                             |                            |  |

| 27. února 2016 | MFK Frýdek-Místek                                                        | 5 : 1 | 1. SK Prostějov         | Stadion Stovky, Frýdek-Místek |  |
| 10:30 | Petr Hošek 22', 55' Lukáš Stratil 43' Lukáš Ďuriška 48' Matej Ižvolt 52' |       | Karel Kroupa 46' z pen. | Diváci: 110 Rozhodčí: Galásek |  |
| Poznámky: Sestava: Kofroň – Hirsch, Machynek, Rus, Sečkář – M. Machálek (58. Přikryl), Fládr, Zelenka (46. Pančochář), Koudelka (64. Zapletal) – Kroupa, Nekuda. |                                                                          |       |                         |                               |  |

| 5. března 2016 | 1. FC Viktorie Přerov | 1 : 3 | 1. SK Prostějov                                   | UMT Lipník nad Bečvou, Lipník nad Bečvou |  |
| 10:30 | Ondřej Kyselák 59'    |       | Petr Nekuda 20' Martin Sus 29' Tomáš Machálek 49' |                                          |  |
| Poznámky: Sestava: Neoral (65. Konečný) - Pančochář, Sus, Machynek, Rus (45. Sečkář) - M. Machálek (46. Koudelka), Zelenka (63. Machálek), Fládr, T. Machálek (58. Přikryl) - Nekuda, Kroupa (69. Rus). |                       |       |                                                   |                                          |  |

| 12. března 2016 | 1. SK Prostějov                                  | 1 : 3 | SK Spartak Hulín   | Hřiště za Olympijskou ulicí, Prostějov |  |
| 15:00 | Michal Dvořáček 43' z pen. Michal Minář 85', 87' |       | Milan Machálek 58' |                                        |  |
| Poznámky: Sestava: Kofroň (46. Neoral) – Hirsch, Sus, Machynek, Sečkář (46. Rus) – Koudelka, Zelenka (73. Přikryl), Fládr, Pančochář (46. M. Machálek) – Nekuda, Kroupa (80. Sečkář). |                                                  |       |                    |                                        |  |

## Zápasy sezony 2015/2016

### Pozdimní část
| 8. srpna 2015 | 1. SK Prostějov                         | 2 : 1 | SK Spartak Hulín    | Stadion Za Místním nádražím, Prostějov |  |
| 16:30 | Karel Kroupa 2' z pen. Jan Koudelka 26' |       | Václav Ondřejka 73' | Diváci: 310 Rozhodčí: Cieslar          |  |
| Poznámky: Sestava: Kofroň - Krejčíř, Sus, Rus, Pančochář - Machálek (68. Langer), Fládr, Petržela, Koudelka (90. Machynek) - Nekuda (60. Sečkář), Kroupa. |                                         |       |                     |                                        |  |

| 15. srpna 2015 | FC Hlučín | 0 : 1 | 1. SK Prostějov  | Městský fotbalový stadion, Hlučín |  |
| 16:30 |           |       | Karel Kroupa 42' | Rozhodčí: Tomanec                 |  |
| Poznámky: Sestava: Kofroň - Krejčíř, Sus, Rus, Pančochář - Petržela (43. Langer), Fládr, Zelenka (71. Hirsch), Koudelka - Machálek (79. Nekuda), Kroupa. |           |       |                  |                                   |  |

| 22. srpna 2015 | 1. SK Prostějov                              | 3 : 1 | 1. FC Slovácko „B“ | Stadion Za Místním nádražím, Prostějov |  |
| 16:30 | Petr Nekuda 14', 78' Karel Kroupa 47' z pen. |       | Dan Fojtášek 44'   | Diváci: 420 Rozhodčí: Polák            |  |
| Poznámky: Sestava: Kofroň - Hirsch, Sus, Rus, Pančochář - Petržela, Zelenka (63. Machálek), Fládr, Langer (85. Sečkář) - Nekuda, Kroupa. |                                              |       |                    |                                        |  |

| 30. srpna 2015 | FC Viktoria Otrokovice | 1 : 1 | 1. SK Prostějov         | Sportovní areál Trávníky, Otrokovice |  |
| 10:30 | Jan Silný 82'          |       | Karel Kroupa 12' z pen. | Diváci: 350 Rozhodčí: Vostrejž       |  |
| Poznámky: Sestava: Kofroň - Hirsch, Sus, Rus, Krejčíř - Koudelka, Fládr, Zelenka (58. Petržela), Langer (68. Pančochář) - Nekuda (80. Machálek), Kroupa. |                        |       |                         |                                      |  |

| 5. září 2015 | 1. SK Prostějov                               | 3 : 1 | HFK Třebíč      | Stadion Za Místním nádražím, Prostějov |  |
| 16:30 | Karel Kroupa 8', 81' z pen. Lukáš Zelenka 31' |       | Lamine Fall 55' | Diváci: 470 Rozhodčí: Možíš            |  |
| Poznámky: Sestava: Kofroň - Hirsch, Sus, Rus, Pančochář - Petržela (82. Langer), Fládr, Zelenka, Sečkář (62. Koudelka) - Nekuda (88. Machálek), Kroupa. |                                               |       |                 |                                        |  |

| 12. září 2015 | 1. SK Prostějov                                       | 3 : 2 | MSK Břeclav                           | Stadion Za Místním nádražím, Prostějov |  |
| 16:00 | Karel Kroupa 47' Milan Machálek 75' Lukáš Zelenka 85' |       | Martin Levai 3' Lucas de Carvalho 87' | Diváci: 510 Rozhodčí: Mojžíš           |  |
| Poznámky: Sestava: Kofroň - Hirsch, Sus, Rus, Pančochář - Petržela (30. Langer), Fládr, Zelenka (90. Přikryl), Koudelka (71. Machálek) - Nekuda, Kroupa. |                                                       |       |                                       |                                        |  |

| 16. září 2015 | MFK Vítkovice   | 1 : 2 | 1. SK Prostějov                            | Městský stadion v Ostravě-Vítkovicích, Ostrava |  |
| 16:30 | Petr Wojnar 27' |       | Karel Kroupa 38' z pen. Milan Machálek 58' | Diváci: 712 Rozhodčí: Mikyska                  |  |
| Poznámky: Sestava: Bureš - Hirsch, Sus, Rus, Pančochář - Koudelka (89. Krejčíř), Fládr. Zelenka (90. Přikryl), Machálek (71. Sečkář) - Nekuda, Kroupa. |                 |       |                                            |                                                |  |

| 19. září 2015 | SK Uničov | 0 : 1 | 1. SK Prostějov | Areál SK Uničov, Uničov       |  |
| 16:00 |           |       | Martin Sus 58'  | Diváci: 280 Rozhodčí: Nováček |  |
| Poznámky: Sestava: Kofroň - Hirsch, Sus, Rus, Pančochář - Koudelka (89. Sečkář), Fládr, Zelenka (52. Langer), Machálek (90. Krejčíř) - Nekuda, Kroupa. |           |       |                 |                               |  |

| 26. září 2015 | 1. SK Prostějov                      | 3 : 0 | SK Hanácká Slavia Kroměříž | Stadion Za Místním nádražím, Prostějov |  |
| 16:00 | Petr Nekuda 6', 52' Karel Kroupa 32' |       |                            | Diváci: 390 Rozhodčí: Podaný           |  |
| Poznámky: Sestava: Kofroň - Hirsch, Sus, Rus, Krejčíř - Machálek (89. Machynek), Fládr. Zelenka, Langer - Nekuda (84. Sečkář), Kroupa. |                                      |       |                            |                                        |  |

| 4. října 2015 | FC Velké Meziříčí                                | 3 : 2 | 1. SK Prostějov     | Stadion U Tržiště, Velké Meziříčí |  |
| 10:15 | Petr Dolejš 21' Jan Šimáček 32' Patrik Mucha 72' |       | Petr Nekuda 6', 73' | Diváci: 520 Rozhodčí: Slabý       |  |
| Poznámky: Sestava: Kofroň - Hirsch, Sus, Rus, Krejčíř - Machálek (80. Sečkář), Fládr, Zelenka (53. Petržela), Langer (46. Koudelka) - Nekuda, Kroupa. |                                                  |       |                     |                                   |  |

| 10. října 2015 | 1. SK Prostějov                    | 2 : 2 | FK Mohelnice                   | Stadion Za Místním nádražím, Prostějov |  |
| 15:00 | Martin Hirsch 33' Tomáš Langer 74' |       | David Bača 71' Lukáš Hapal 84' | Diváci: 320 Rozhodčí: Tomanec          |  |
| Poznámky: Sestava: Kofroň - Hirsch, Sus, Rus, Krejčíř - Koudelka, Fládr, Zelenka (86. Sečkář), Petržela - Machálek (59. Langer), Kroupa. |                                    |       |                                |                                        |  |

| 17. října 2015 | MFK Vyškov        | 1 : 1 | 1. SK Prostějov    | Stadion Za Parkem, Vyškov       |  |
| 15:00 | David Něměček 13' |       | Milan Machálek 44' | Diváci: 326 Rozhodčí: Vojkovský |  |
| Poznámky: Sestava: Kofroň - Hirsch, Sus, Zelenka, Krejčíř - Koudelka, Fládr, Petržela, Langer (69. Nekuda) - Machálek, Kroupa. |                   |       |                    |                                 |  |

| 24. října 2015 | 1. SK Prostějov                    | 2 : 1 | SK Líšeň             | Stadion Za Místním nádražím, Prostějov |  |
| 14:30 | Martin Hirsch 34' Jan Koudelka 75' |       | Jindřich Stehlík 31' | Diváci: 310 Rozhodčí: Drozdy           |  |
| Poznámky: Sestava: Bureš - Hirsch, Sus, Zelenka, Krejčíř - Machynek (57. Pančochář), Fládr, Petržela (81. Píchal), Koudelka - Machálek (90.+1 Hloch), Kroupa. |                                    |       |                      |                                        |  |

| 1. listopadu 2015 | FC Fastav Zlín „B“ | 1 : 1 | 1. SK Prostějov | Letná, Zlín                |  |
| 10:30 | Lukáš Motal 72'    |       | Karel Kroupa 5' | Diváci: 95 Rozhodčí: Klíma |  |
| Poznámky: Sestava: Bureš - Hirsch, Sus, Rus, Krejčíř - Machálek, Fládr, Zelenka (65. Machynek), Koudelka (60. Pančochář) - Petržela (89. Sečkář), Kroupa. |                    |       |                 |                            |  |

| 7. listopadu 2015 | 1. SK Prostějov                    | 2 : 0 | 1. HFK Olomouc | Stadion Za Místním nádražím, Prostějov |  |
| 14:00 | Karel Kroupa 60' Michal Sečkář 72' |       |                | Diváci: 400 Rozhodčí: Mrázek           |  |
| Poznámky: Sestava: Kofroň - Hirsch, Sus, Rus, Krejčíř - Koudelka, Fládr, Zelenka (74. Petržela), Pančochář (90. Langer) - Machálek (62. Sečkář), Kroupa. |                                    |       |                |                                        |  |

| 15. listopadu 2015 | SK Spartak Hulín                      | 2 : 0 | 1. SK Prostějov | Sportovní stadion města Hulín, Hulín |  |
| 13:30 | Jaroslav Lagica 36' Adam Hrdlička 68' |       |                 | Diváci: 145 Rozhodčí: Hájek          |  |
| Poznámky: Sestava: Bureš – Hirsch, Sus, Rus, Krejčíř – Koudelka, Fládr, Petržela (58. Langer), Pančochář (46. Machálek) – Sečkář, Kroupa. |                                       |       |                 |                                      |  |

### Jarní část
| 20. března 2016 | 1. FC Slovácko „B“ | 1 : 2 | 1. SK Prostějov                  | Stadion Na Bělince, Kunovice    |  |
| 10:15 | Patrik Šimko 61'   |       | Petr Nekuda 71' Karel Kroupa 75' | Diváci: 103 Rozhodčí: Z. Kneisl |  |
| Poznámky: Sestava: Kofroň - Hirsch, Sus, Machynek, Rus - Koudelka (46. T. Machálek), Zelenka, Fládr (90.+2 Pančochář), M. Machálek (89. Langer) - Nekuda, Kroupa. |                    |       |                                  |                                 |  |

| 26. března 2016    | 1. SK Prostějov                                         | 5 : 0 | FC Viktoria Otrokovice | Stadion Za Místním nádražím, Prostějov |  |
| 15:00              | Aleš Rus 31' Karel Kroupa 35', 55', 81' Petr Nekuda 65' |       |                        | Diváci: 540 Rozhodčí: Vojkovský        |  |
| Poznámky: Sestava: |                                                         |       |                        |                                        |  |

| 2. dubna 2016 | HFK Třebíč | v | 1. SK Prostějov | Horácký stadion, Třebíč |  |  |
| 15:30         |            |   |                 |                         |  |  |
|               |            |   |                 |                         |  |  |

| 9. dubna 2016 | MSK Břeclav | v | 1. SK Prostějov | Stadion v Lesní ulici, Břeclav |  |  |
| 10:30         |             |   |                 |                                |  |  |
|               |             |   |                 |                                |  |  |

| 16. dubna 2016 | 1. SK Prostějov | v | SK Uničov | Stadion Za Místním nádražím, Prostějov |  |  |
| 15:30          |                 |   |           |                                        |  |  |
|                |                 |   |           |                                        |  |  |

| 23. dubna 2016 | SK Hanácká Slavia Kroměříž | v | 1. SK Prostějov | Stadion v Obvodové ulici, Kroměříž |  |  |
| 16:00          |                            |   |                 |                                    |  |  |
|                |                            |   |                 |                                    |  |  |

| 30. dubna 2016 | 1. SK Prostějov | v | FC Velké Meziříčí | Stadion Za Místním nádražím, Prostějov |  |  |
| 16:00          |                 |   |                   |                                        |  |  |
|                |                 |   |                   |                                        |  |  |

| 4. května 2016 | 1. SK Prostějov | v | MFK Vítkovice | Stadion Za Místním nádražím, Prostějov |  |  |
| 16:30          |                 |   |               |                                        |  |  |
|                |                 |   |               |                                        |  |  |

| 7. května 2016 | FK Mohelnice | v | 1. SK Prostějov | Městský stadion Mohelnice, Mohelnice |  |  |
| 16:30          |              |   |                 |                                      |  |  |
|                |              |   |                 |                                      |  |  |

| 14. května 2016 | 1. SK Prostějov | v | MFK Vyškov | Stadion Za Místním nádražím, Prostějov |  |  |
| 16:30           |                 |   |            |                                        |  |  |
|                 |                 |   |            |                                        |  |  |

| 21. května 2016 | SK Líšeň | v | 1. SK Prostějov | Stadion v Kučerově ulici, Líšeň |  |  |
| 16:30           |          |   |                 |                                 |  |  |
|                 |          |   |                 |                                 |  |  |

| 28. května 2016 | 1. SK Prostějov | v | FC Fastav Zlín „B“ | Stadion Za Místním nádražím, Prostějov |  |  |
| 16:30           |                 |   |                    |                                        |  |  |
|                 |                 |   |                    |                                        |  |  |

| 4. června 2016 | 1. HFK Olomouc | v | 1. SK Prostějov | Stadion ve Staškově ulici, Olomouc |  |  |
| 16:30          |                |   |                 |                                    |  |  |
|                |                |   |                 |                                    |  |  |

| 11. června 2016 | 1. SK Prostějov | v | FC Hlučín | Stadion Za Místním nádražím, Prostějov |  |  |
| 16:30           |                 |   |           |                                        |  |  |
|                 |                 |   |           |                                        |  |  |

### Mol cup
| 25. července 2015 | FK Hodonín | 0 : 4 | 1. SK Prostějov                             | Stadion FK Hodonín, Hodonín  |  |
| 17:00 |            |       | Karel Kroupa 34', 74', 90' Jan Koudelka 14' | Diváci: 190 Rozhodčí: Drozdy |  |
| Poznámky: Sestava: Kofroň - Hirsch, Sus, Rus, Krejčíř - Machálek (75. Pančochář), Fládr, Petržela (87. Langer), Koudelka (79. Sečkář) - Nekuda, Kroupa. |            |       |                                             |                              |  |

| 27. srpna 2015 | 1. SK Prostějov | 0 : 0 (5 – 4 pen)                     | FK Fotbal Třinec | Stadion Za Místním nádražím, Prostějov |  |
| 17:00 |                 |                                       |                  | Diváci: 530 Rozhodčí: Marek            |  |
| |                 | Penaltový rozstřel                    |                  |                                        |  |
| Kroupa Sus Pančochář Nekuda Fládr Langer | 5 – 4           | Málek Dedič Teplý Mozol Tomeček Hloch |                  |                                        |  |
| Poznámky: Sestava: Bureš - Hirsch, Sus, Rus, Krejčíř - Koudelka (58. Langer), Petržela (77. Pančochář), Fládr, Machálek (58. Sečkář) - Nekuda, Kroupa. |                 |                                       |                  |                                        |  |

| 22. září 2015 | 1. SK Prostějov  | 1 : 4 | FC Fastav Zlín                                                         | Stadion Za Místním nádražím, Prostějov |  |
| 16:30 | Karel Kroupa 39' |       | Michal Malý 26' Jakub Jugas 45' Marko Jordan 49' Robert Bartolomeu 85' | Diváci: 945 Rozhodčí: Orel             |  |
| Poznámky: Sestava: Bureš - Hirsch, Sus, Rus, Krejčíř - Machálek, Fládr (85. Machynek), Langer, Sečkář (73. Novák) – Nekuda (62. Pančochář), Kroupa. |                  |       |                                                                        |                                        |  |